# Euristhmus sandrae
Euristhmus sandrae és una espècie de peix de la família dels plotòsids i de l'ordre dels siluriformes.

## Hàbitat
És un peix marí i de clima tropical que viu fins als 80 m de fondària.

## Distribució geogràfica
Es troba a Austràlia Occidental.